# Heures de Jean Robertet
Le Heures dites de  Jean Robertet sont un livre d'heures manuscrit enluminé peint en France vers 1460-1465 par Jean Fouquet à Tours puis vers 1470 par l'enlumineur Jean Colombe à Bourges. Il est actuellement conservé à la Pierpont Morgan Library de New York. 

## Historique
Le manuscrit a peut-être été commandé par Antoine Raguier (mort vers 1468), trésorier des guerres du roi Charles VII. En effet, ses initiales, « AR » apparaissent à plusieurs reprises sur les banderoles tenues par les putti situés en bas des miniatures, ainsi que dans certaines lettrines ornées. Cependant, il n'est pas confirmé qu'il était titulaire de la devise que l'on trouve à proximité : « S'il avient ». C'est Jean Fouquet qui entreprend la première campagne de miniatures, brutalement interrompue vers 1465. Il n'a le temps de réaliser que les 8 premières et d'entamer la neuvième qu'il laisse achever par un collaborateur (Vierge de pitié, f.21). D'après François Avril, cette première campagne peut être datée d'après son style des premières années 1460.
À la fin de cette même décennie 1460, le manuscrit entre sans doute en possession de Jean Robertet, engagé au service de Louis XI à partir de 1469 comme secrétaire du roi. On retrouve ses initiales « JR » dans les miniatures de cette seconde campagne de miniature réalisée autour de 1470. On retrouve aussi sa devise « Chaste vie love », anagramme du nom de sa femme, Louise Chauvet. Cette campagne est sans doute confiée à l'enlumineur berruyer Jean Colombe, alors au début de sa carrière, qui peint 16 miniatures. 
Par la suite, le livre est relié aux armes de Charles d'Angoulême (1573-1650). On retrouve sa trace dans les collections du major G.L. Holford. Il est acquis en 1921 par Alfred Chester Beatty, puis il entre dans les collections de la Morgan Library en 1951.

## Description
Le livre d'heures est à l'usage de Rome, avec un calendrier en français. Il contient 25 miniatures en pleines page mesurant chacune 85 sur 55 mm. Elles incorporent 4 à 5 lignes de textes, présentés tels que des écriteaux soutenus par deux ou trois putti nus. C'est la première fois que ce procédé est utilisé dans l'enluminure française après le livre d'heures d'Étienne Chevalier. Il bénéficie ainsi de la surface entière de la feuille et n'a plus besoin d'utiliser des décors d'encadrement végétaux comme c'était alors l'habitude à l'époque. Jean Colombe reprend cette même mise en page pour ses propres miniatures. 